# Ngozi Ezeonu
Ngozi Ezeonu née le 23 mai 1965 à Ogbunike dans l'État d'Anambra est une actrice nigériane ayant tournée plus de 150 films à Nollywood. Elle est surtout connue pour son rôle dans la série The Love Doctor sortie en 2007 qui connut un succès important.

## Biographie
Ngozi est issue du peuple Igbos. Elle a été styliste et journaliste avant de se lancer dans la carrière d'actrice notamment en 2001 dans le film Nneka, The Pretty Girl où elle fut le personnage principal.

## Filmographie
Elle a tourné plus de 150 films.
- Glamour Girls
- Shattered Mirror
- The Pretty Serpent
- Tears of a Prince
- Cry of a Virgin
- Abuja Top Ladies
- The Love Doctor
- Royal King